# Reserva nacional Lago Rosselot
La reserva nacional Lago Rosselot está ubicada a 268 km al norte de Coyhaique, en la localidad de La Junta, comuna de Cisnes, provincia de Aysén, Región de Aysén del General Carlos Ibáñez del Campo en Chile. 
Fue creada mediante DS n.º 524 del 31 de octubre de 1968 como parque nacional y luego, desafectada y recategorizada como reserva nacional el 13 de octubre de 1983. Abarca una superficie de 12.700 hectáreas.
Posee un clima de tipo marítimo templado frío lluvioso de costa occidental, con una precipitación media anual que fluctúa entre los 3.500 a 4.000 mm, siendo más seco hacia el oriente de la unidad, con una temperatura promedio de 4 °C  en invierno y  los 9 °C en verano.
Se caracteriza por una formación vegetacional predomimante de tipo siempreverde, con especies como la tepa, el coigüe común, el canelo, notro y chilco. De su fauna se destacan el puma, el cóndor, el águila, la cachaña, el zorro colorado y el pudú, entre otros.
En ella es posible practicar senderismo.
- Datos: Q6472276